# Bitwa o Fort Oswego
Bitwa o Fort Oswego – starcie zbrojne, które było jednym z serii początkowych francuskich sukcesów na północnoamerykańskim teatrze wojny siedmioletniej (zwanej tam wojną o kolonie amerykańskie). Sukcesy te udowodniły, iż nadzieje na militarną słabość Nowej Francji zawiodły.
W ciągu tygodnia poczynając od 10 sierpnia 1756 roku, francuskie wojska regularne i milicja kanadyjska pod dowództwem generała Montcalma zdobyły i zajęły brytyjskie umocnienia Fort Oswego, niedaleko współczesnego miasta Syracuse w stanie Nowy Jork, co efektywnie przerwało amerykańską żeglugę na pobliskim jeziorze Ontario i odsunęło zagrożenie dla sąsiedniego francuskiego Fortu Frontenac.
Bitwa zademonstrowała, iż tradycyjne europejskie pojęcie logistyki i taktyki oblężenia, kiedy zastosowało się je odpowiednio do warunków i okoliczności, mogło być z powodzeniem użyte na północnoamerykańskim teatrze wojny.